# 広島おくら
広島おくら（ひろしまおくら）は日本の広島県広島市の地域ブランド野菜のオクラ。主に市内の、佐伯区と安佐北区で栽培される。九稜おくらともよばれ多角オクラの代表種。
安佐北区小河原地区で栽培されるものは特に小河原おくらとよばれている。

## 特徴
実が大きく、緑色がやや薄く、肉厚で軟らかく粘りが強いのが特徴。